# Ferdinand Moser (politik)
Ferdinand Moser (8. listopadu 1827 Gmunden – 29. října 1901 Sankt Florian) byl rakouský římskokatolický duchovní a politik německé národnosti, v 2. polovině 19. století poslanec Říšské rady z Horních Rakous.

## Biografie
Vychodil městskou školu v rodném Gmundenu, pak studoval jeden rok normální školu v Linci. Od roku 1838 studoval na gymnáziu v Linci, později teologii na klášterním gymnáziu v Kremsmünsteru. V roce 1846 nastoupil jako novic k augustiniánskému řádu v klášteře v Sankt Florianu u Lince. Roku 1849 složil řádový slib a v roce 1851 byl vysvěcen na kněze. Do roku 1854 působil jako kooperátor v Oberthalheimu. Byl řádovým archivářem a od roku 1855 zastával funkci rentmeistera. Od roku 1866 byl klášterním děkanem, roku 1868 získal titul duchovního rady a od roku 1872 proboštem kláštera. Roku 1876 získal titul konzistorního rady. V roce 1878 se stal náměstkem převora v řádu františkánek z Vöcklabrucku. Byl i veřejně aktivní. Založil okresní spořitelnu v Sankt Florianu a byl členem jejího předsednictva. Od roku 1872 zasedal v místním okresním zemědělském spolku.
Působil taky jako poslanec Říšské rady (celostátního parlamentu Předlitavska), kam nastoupil v doplňovacích volbách roku 1880 za kurii velkostatkářskou v Horních Rakousích. Slib složil 30. listopadu 1880. Mandát zde obhájil v řádných volbách roku 1885. Ve volebním období 1879–1885 se uvádí jako Ferdinand Moser, probošt kláštera v Sankt Florian, bytem Stoitzendorf.
Patřil mezi katolické konzervativní poslance. V Říšské radě zpočátku patřil do konzervativního Hohenwartova klubu, od listopadu 1881 zasedal v nově utvořeném tzv. Liechtensteinově klubu (oficiálně nazývaný Klub středu, Zentrumsklub). Za něj byl zvolen i roku 1885.
Císař mu roku 1892 udělil Řád Františka Josefa, mnohé obce mu udělily čestné občanství.
Zemřel v říjnu 1901 po nemoci, kterou trpěl od roku 1897.